# Krápník

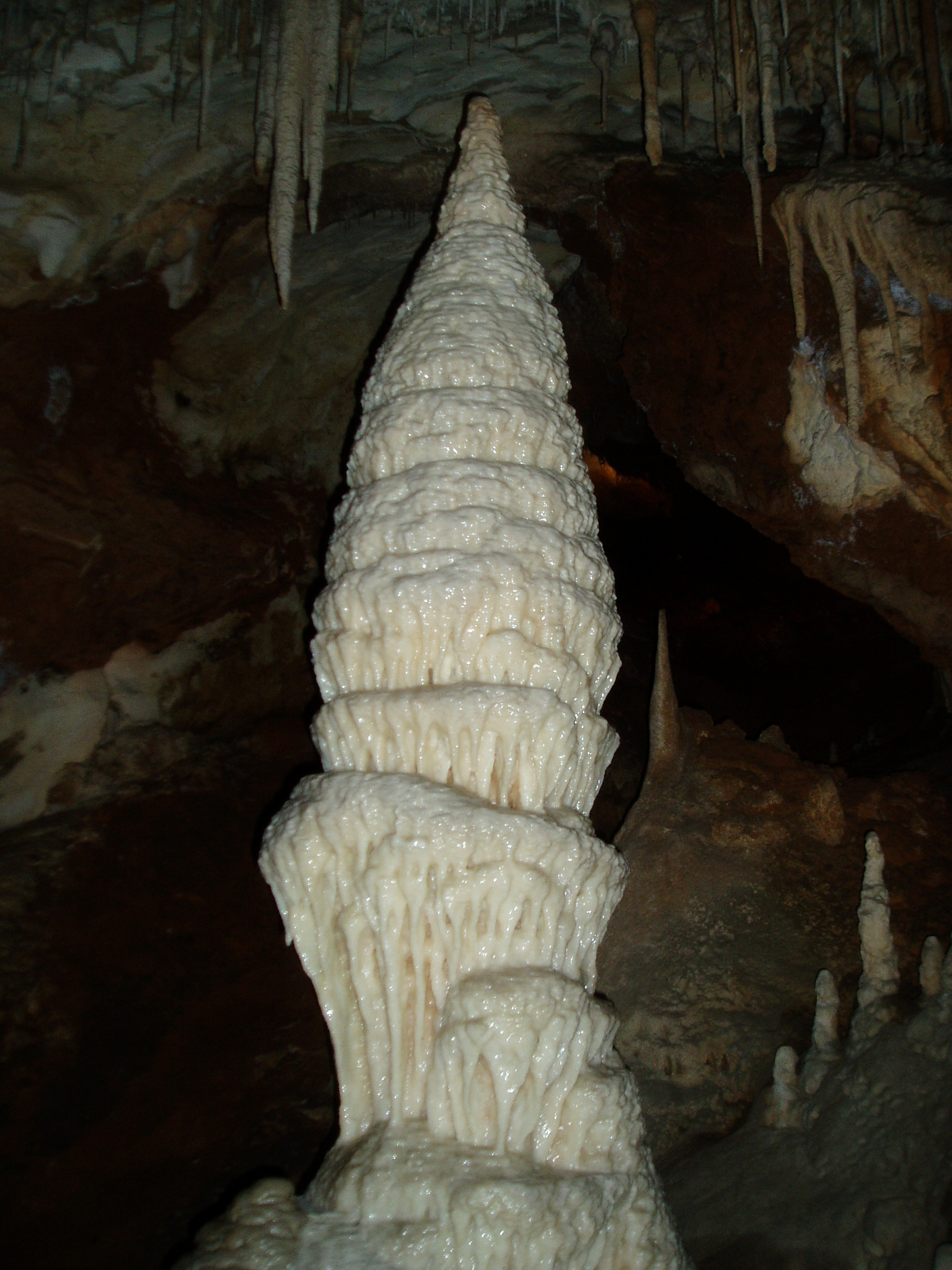
Velký bílý stalagmit

Krápník je obecné označení pro podlouhlý výrůstek, vznikající na stropech i podlahách podzemních prostor. Zpravidla může mít různorodé tvary (rampouchovitý, sloupkovitý, hvězdicovitý, atd.).
Nejčastěji se vyskytuje v krasových jeskyních, kde je tvořen kalcitem, tzv. sintrem. Vzniká zpětnou kondenzací rozpuštěného vápence. V jiných horninách je odlišného složení (existují i lávové krápníky).
Odborná veřejnost rozlišuje celou řadu krápníků podle místa jejich vzniku. Hovoříme o brčkách, stalaktitech, stalagmitech, závojích, stalagnátech, jeskynních růžicích, excentrických krápnících.
Krápník roste velmi pomalu, obecně pro představu cca 1 mm3 krápníku roste okolo 15 roků.

## Vznik
Krápníky většinou vznikají usazováním rozpuštěné látky z nasyceného vodního roztoku při změnách okolní teploty a tlaku. Vlivem změny teplotních a tlakových podmínek dochází (převážně u vápencových krasů) k úniku rozpuštěného CO2, což má za následek srážení rozpuštěné látky ve vodním roztoku. Postupným srážením začíná vznikat na stropě jeskyně útvar, který se vlivem gravitace začíná prodlužovat směrem dolů. Tento prvotní dlouhý a úzký krápník se nazývá brčko. Následné další srážení má za následek vznik útvaru, který se prodlužuje a zesiluje, čímž postupně vzniká stalaktit. Jelikož odkapávající voda ze stalaktitu je stále obohacena o rozpuštěné látky, dochází k tomu, že část rozpuštěných látek se sráží při styku s podlahou jeskyně. Od spodku jeskyně tak začíná směrem vzhůru vyrůstat stalagmit. Při delším časovém působení dochází ke spojení těchto dvou krápníků. Vzniklému útvaru se říká stalagnát.
Chemicky můžeme vznik krápníků popsat jako rozpuštění oxid uhličitého ve vodě za vzniku roztoku slabé kyseliny uhličité.
{\displaystyle {\ce {CO2 (g) + H2O (l) -> H2CO3 (aq)}}}
Následně reakcí roztoku slabé kyseliny uhličité s oxid vápenatým z různých hornin (jako je např. dolomitické vápno) vzniká vápenec (uhličitan vápenatý).
{\displaystyle {\ce {H2CO3 (aq) + CaO (s) -> CaCO3 (s) + H2O (l)}}}
Vápenec může vznikat i reakcí hydroxidu vápenatého (např. rozpuštěný oxid vápenatý ve formě trvale tvrdé vody) s oxidem uhličitým.
{\displaystyle {\ce {Ca(OH)2 (l) + CO2 (g) -> CaCO3(s) + H2O (l)}}}
Následně se uhličitan vápenatý za působení oxidu uhličitého rozpouští ve vodě a vzniká hydrogenuhličitan vápenatý.
{\displaystyle {\ce {CaCO3 (s) + H2O (l) + CO2 (g) <=> Ca(HCO3)2 (aq)}}}
Vzniklý hydrogenuhličitan vápenatý tvoří vodný roztok, který se následně rozkládá zpět na reaktanty (uhličitan vápenatý, vody a oxid uhličitý). Tato zvratná reakce je principem vzniku krápníků.
Zvláštním případem jsou tzv. lávové krápníky, které vznikají odkapáváním žhavé lávy a následným tuhnutím jejich částí na stropech jeskyně.

## Nebezpečí pro krápníky
Velkým nebezpečím pro krápníkovou výzdobu jeskyň se stala rozmáhající se turistika. Davy návštěvníků, kteří chtějí navštívit podzemní krásy, mají na svědomí jejich poškozování. Zpřístupnění jeskynních komplexů má za následek změny teplotně-tlakových podmínek, změnu vlhkosti a tím pádem narušení srážení, respektive růstu krápníků. Druhým nebezpečím jsou ruce návštěvníků, kteří krápníky osahávají či části ulamují.
Z důvodů ochrany je velká část jeskyní objevena, prozkoumána a opětovně zakonzervována, aby se tak zachovaly podmínky, které v nich panují. Znepřístupnění jeskyně pomáhá ochraně její krápníkové výzdoby pro další generace.